# Nizínne (Saki)
|  | Per a altres significats, vegeu «Nizínnoie». |

Nizínne (en (ucraïnès): Низинне, en rus: Низинное) és un poble de la República Autònoma de Crimea a Ucraïna, que el 2014 tenia 293 habitants. Pertany al districte rural de Saki.